# ナメル
ナメル（Namer, ヘブライ語: נמ"ר）は、メルカバ戦車の車体を基礎としたイスラエルの装甲兵員輸送車である。イスラエル国防軍武器科によって開発され、製造された。2008年夏以降、本車は少数がイスラエル国防軍に就役した。
ナメルとは「ヒョウ」の意味であり、また、「Nagmash」（APC）および「Merkava」の綴りの略語である。

## 開発経緯

### 1990年代から2004年

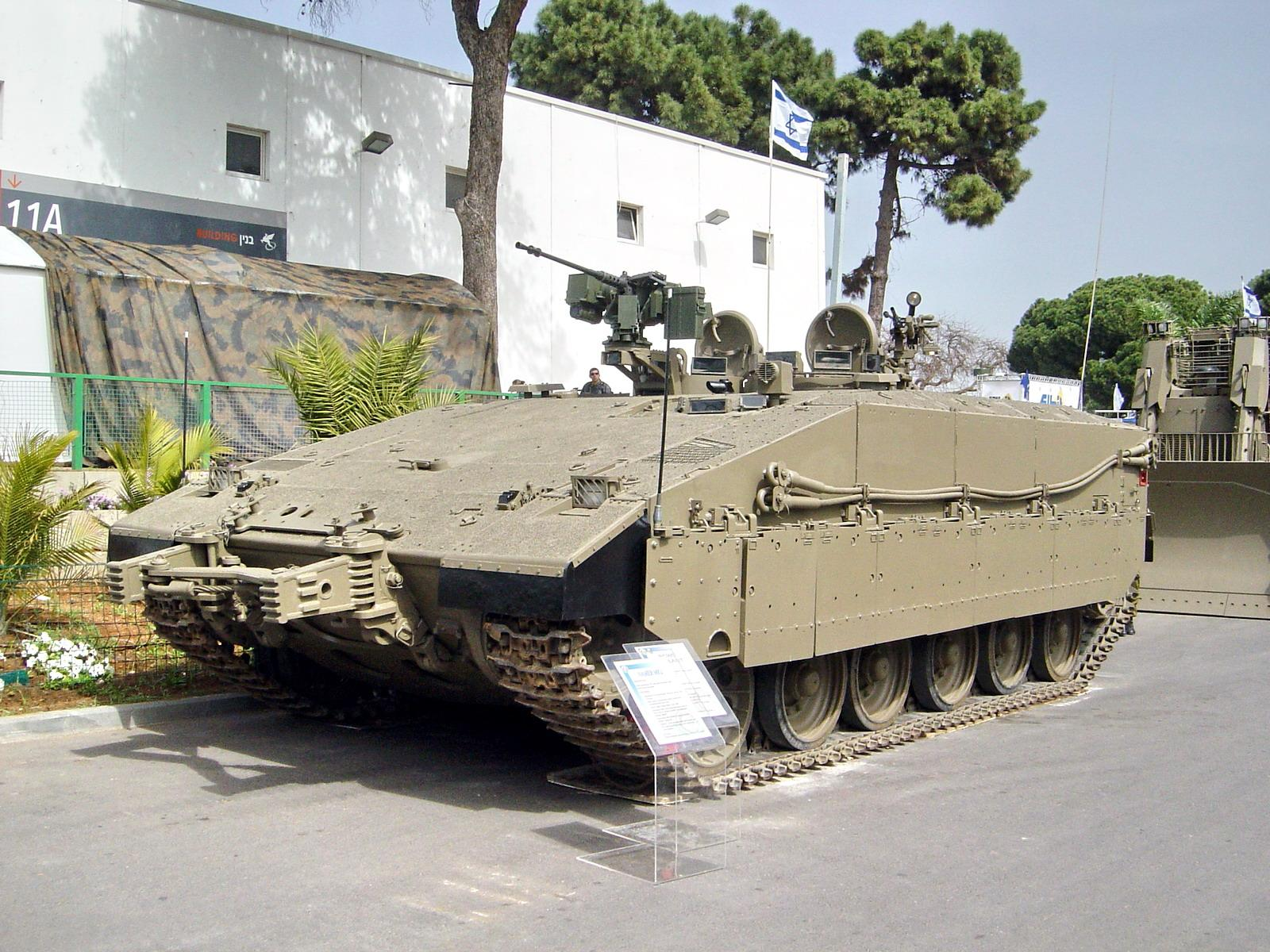
ナメル試作型。メルカバMk.1をベースとしている。車体の側面がストレート形状となっている

センチュリオン戦車をナグマショット・ナグマホン・ナクパドン装甲兵員輸送車へ、また、プーマ戦闘工兵車に作り替えた経験に続き、多数のT-54およびT-55戦車がアチザリットに改修されて成功した。こうしたことは、メルカバ戦車を重防御の装甲兵員輸送車・歩兵戦闘車に作り替えるというアイディアを後押しした。この考えには大きな成功の見込みがあった。理由としては、250両という多数のメルカバ Mk 1が任務から徐々に退役させられることになっており、また、メルカバ Mk 2の105mm主砲も、現代的なIMI 120mm主砲へとこれ以上アップグレードできないことが明確になっていたためである。
1990年代中、資金の不足を理由として開発は大きく前進しなかったものの、続く2004年のガザ紛争では、M113装甲兵員輸送車が即席爆発装置やRPGに対して脆弱であることが暴露され、イスラエル国防軍は開発を再開した。この時点では、ナメルの国内生産がストライカー装甲車の導入よりも好まれていた。

### 2005年から現代
最終的にイスラエル陸軍武器科は、メルカバ Mk 1の車体を基礎として歩兵戦闘車の試作車両を開発し、さらにまた、メルカバ Mk 4の車体をもとに歩兵戦闘車を少数開発した。これらの車輌は当初「Nemmera（女豹の意）」と呼ばれたものの、後には「Namer」と改称された。
2005年2月15日、マアリヴ誌によれば、メルカバ Mk 1を元に作られ自走するナメル試作車両が、審査と評価のためにギヴァティ旅団に試験的に配備されたとした。この車輛は、ラファエル・オーバーヘッド・ウェポン・ステーションを装備しており、これは遠隔操作および車輌内部からの給弾が可能である。同一のユニットがユーロサトリ2005年軍事展示会において模擬試験を行い、輸出するにあたり有望な顧客たちが興味を示した。
2006年、レバノン侵攻の際の戦闘から戦訓が学ばれ、ここでも広くナメルの計画が妥当であるとされた。そこで、2007年、最初に50両のナメルが2008年中に配備され、さらに100両以上が2個戦闘旅団に装備されるだろうことが報告された。しかしながら、新規に作られたメルカバ Mk 4の車体がより望ましいとされたことから、この改修計画は放棄された。

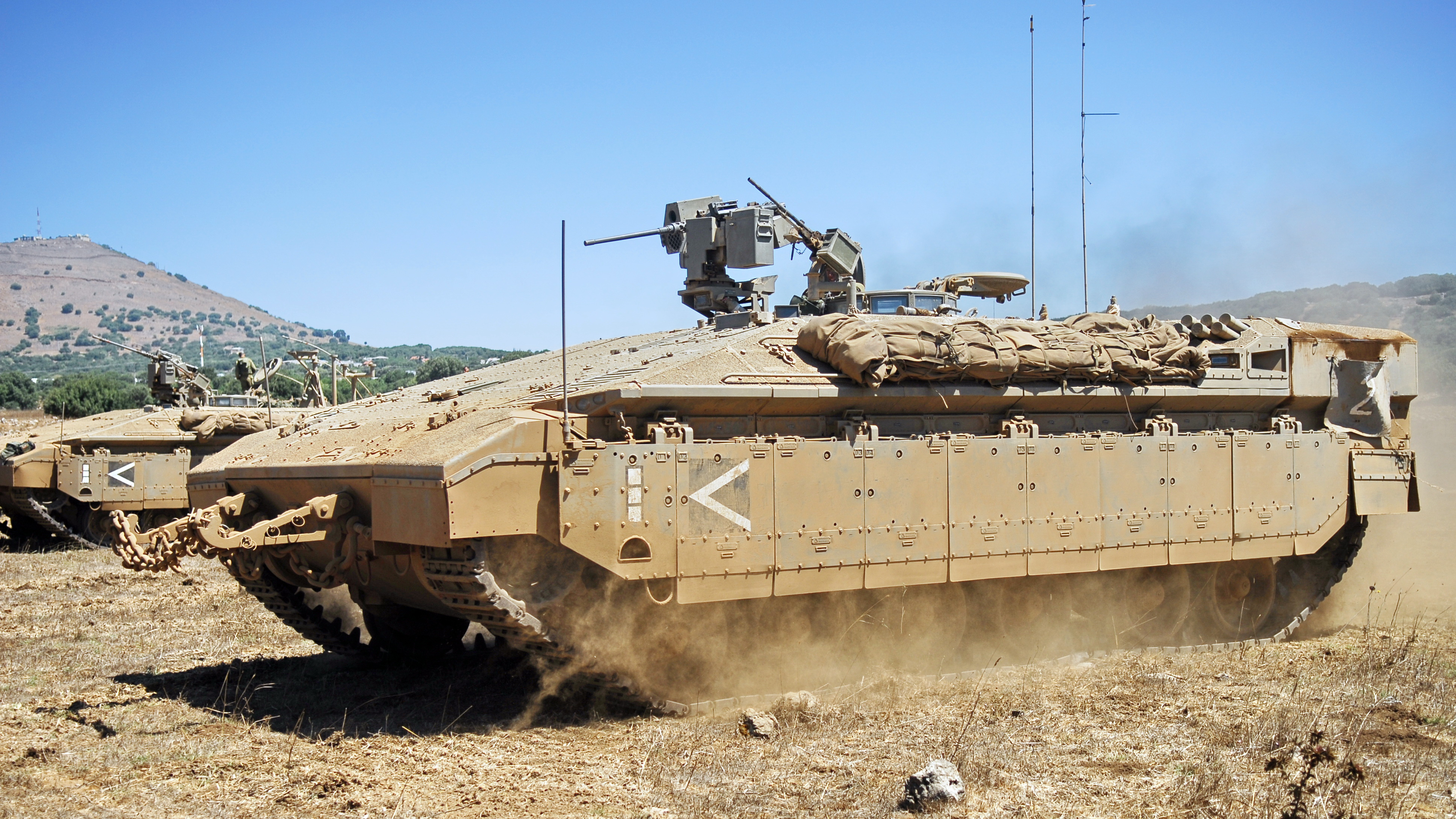
メルカバMk.4をベースとした量産型のナメル。車体の側面形状に傾斜が付いている

2008年3月1日、メルカバ Mk 4の車体を基礎として完全に最初から開発され、実用できるナメルが公式にイスラエル国防軍により公開された。報道によれば、2008年5月、アメリカ合衆国から部品を輸入して組み立て作業を促進したとしている。2008年9月15日、ナメルはリション・レジオンの展示会において一般大衆に公開された。
2010年10月25日、アメリカの企業であるジェネラル・ダイナミクス・ランドシステムズが契約交渉のために選ばれた。内容はライマにあるジョイントシステムズ・マニュファクチャリングセンターにおいて、一定数の車体を生産し、完成させるというものである。

## 設計

### 生残性

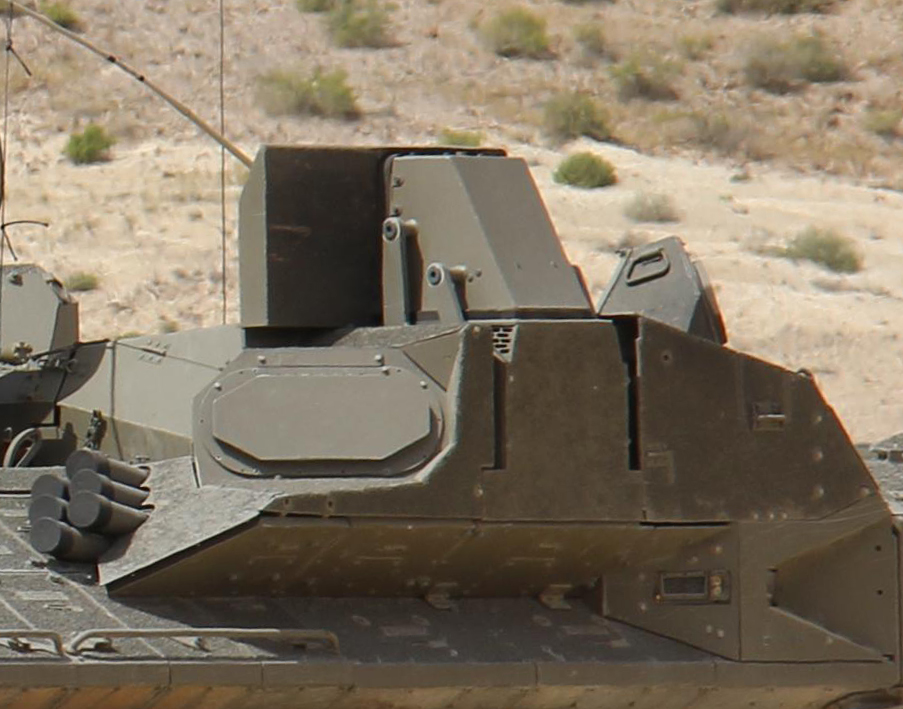
ナメルに搭載されたトロフィーAPS

ナメルは、生残性と急速な補修を考慮し、モジュラー装甲、V字型底部装甲パック、さらにNBC防護を採用して設計されている。
ヤロン・リブナット准将の言及では、「"The weight saved by eliminating the turret was ‘reinvested’ in beefing up the armor... this has resulted, with Namer having better protected from belly charges".砲塔の撤去によって重量を抑えたことで、装甲強化が再び加えられた。この結果、ナメルは底部からの攻撃に対してより良好な装甲防御を得ている。」アクティブ防護システムの装備も準備されている。
2009年6月、イスラエル国防軍は、ナメル用としてイスラエル・ミリタリー・インダストリーズ製のアイアンフィストAPSの取得を認可した。
2015年から2016年にかけて、ナメルにトロフィーAPSを搭載する改修が開始された。

### 兵装

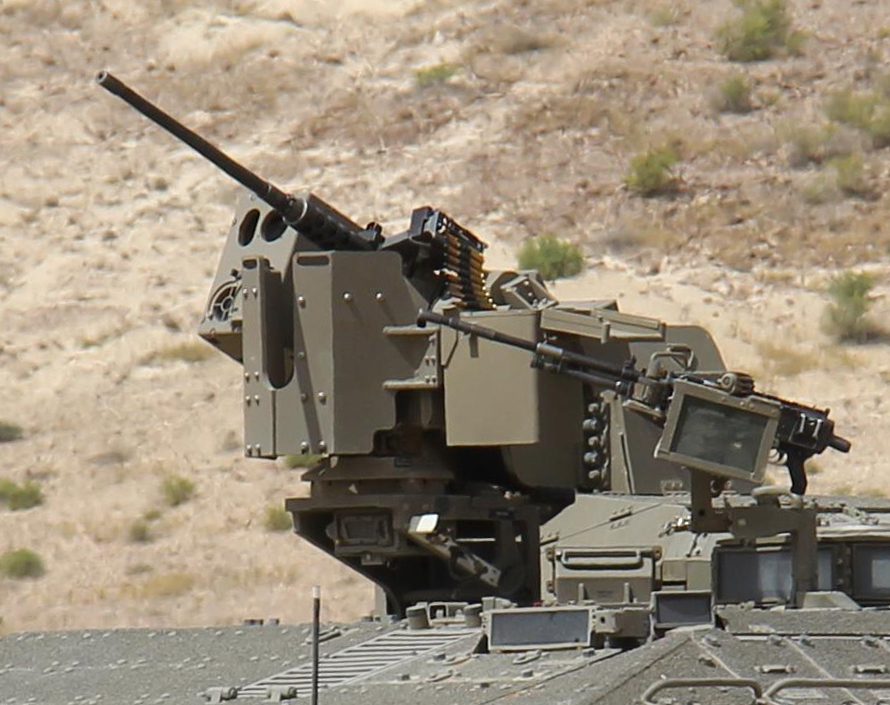
ナメルに搭載されたサムソンRCWS

ナメルは、ラファエル製のRWSであるサムソンRCWSに据え付けるブローニングM2重機関銃もしくはMk19 自動擲弾銃、そして、1挺の7.62mm FN MAGと1門の60mm迫撃砲で武装している。また、発煙弾発射機も装備されている。
外部遠隔操作式の30mm機関砲、およびスパイク対戦車誘導ミサイルの搭載も考慮されている。
30mm機関砲を装備した無人砲塔を搭載したナメルのIFVモデルは2017年7月に公開された（詳細は後述）。

### 搭載能力
ナメルは、難渋する地形での機動能力があり、メルカバ Mk 3にも搭載されるテレダイン・コンチネンタル製のAVDS-1790-9AR、1,200馬力V12空冷ディーゼルエンジンによって駆動する。ナメルは、搭乗員と完全武装した歩兵12名を運ぶ事ができる。さらに「ナメルビュランス」と呼ばれる救急車バージョンでは、担架1台か2台と医療設備を輸送する。
原型となったメルカバ Mk 4由来の後部入口は、狙撃ポート付きでより幅の広いドアランプへと再設計されている。二つのハッチが天井に装備され、これらはメルカバの車体天井よりも高く配置されている。ナメルはまた、メルカバ Mk 1が装備するデジタル戦場管制システムを共有している。

## 派生型

### 戦闘工兵車型
2016年4月13日、イスラエル国防省はナメルの戦闘工兵車 (CEV) タイプの評価試験の写真および動画を公開した。CEVタイプのナメルには3種類の形式があり、工兵中隊指揮官が搭乗するブルドーザー型、小隊指揮官が搭乗する障害物突破/進路啓開型、小隊下士官が運用する牽引型、となっている。ナメルCEVにはトロフィーAPS（アクティブ防護システム）が標準装備されており、従来に比べより危険な地域での工兵作業が可能になると考えられている。ナメルCEVは2016年5月11日に行われたイスラエルの第68回独立記念イベントで一般公開された。

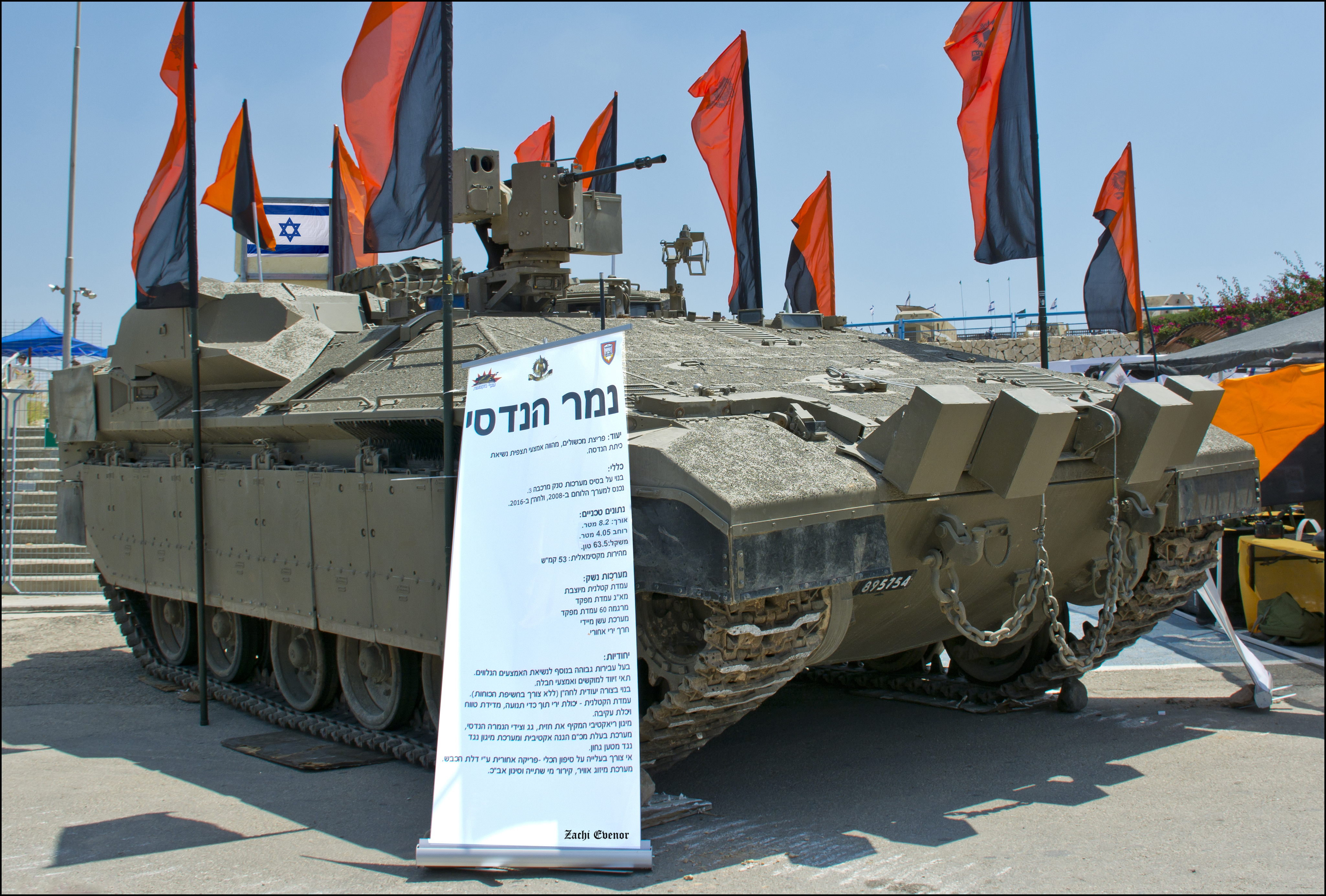
ナメルCEV。2016年のイスラエル独立記念日のイベントでの展示。
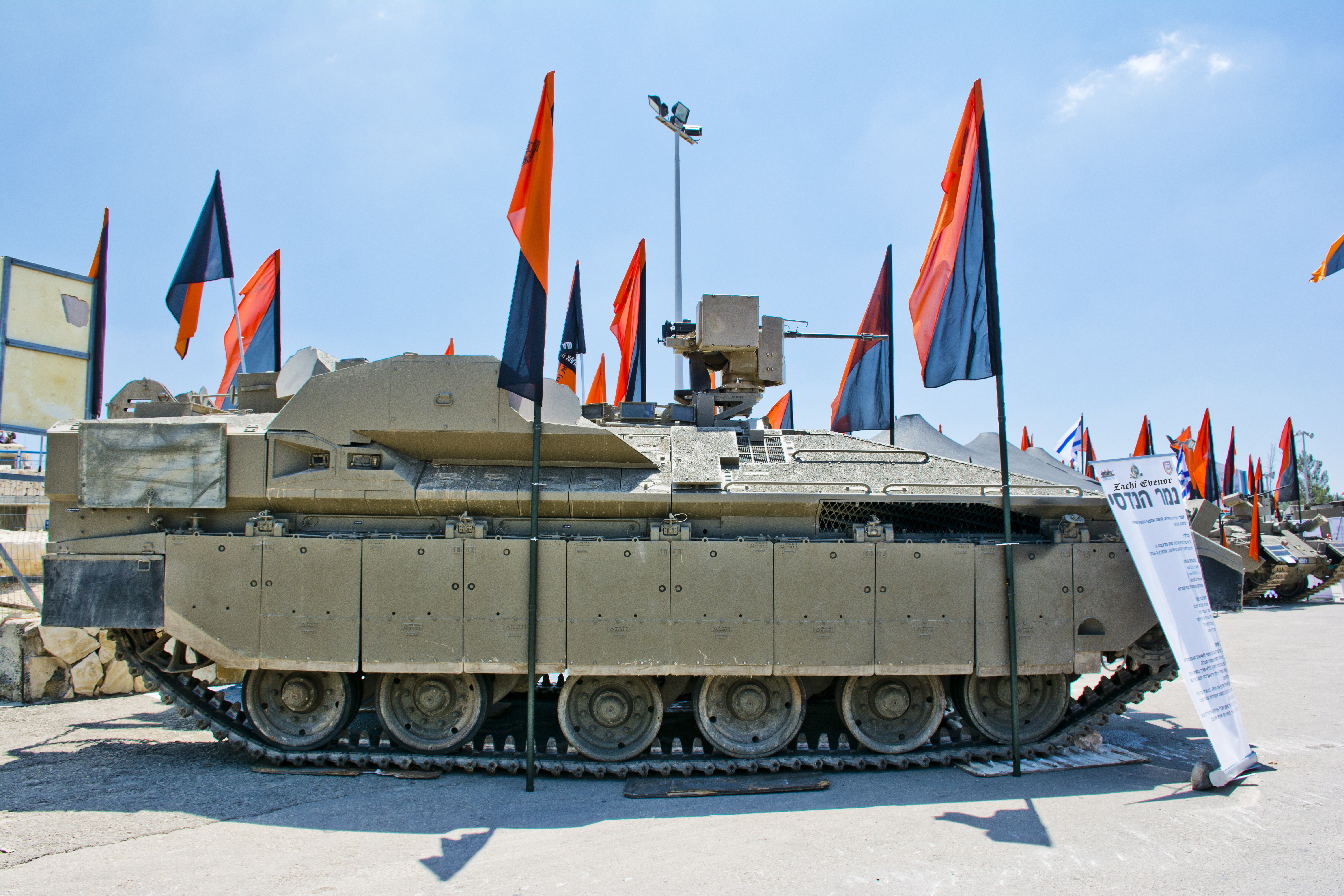
ナメルCEV (車体側面)。展示はラトルン戦車博物館で行われた。
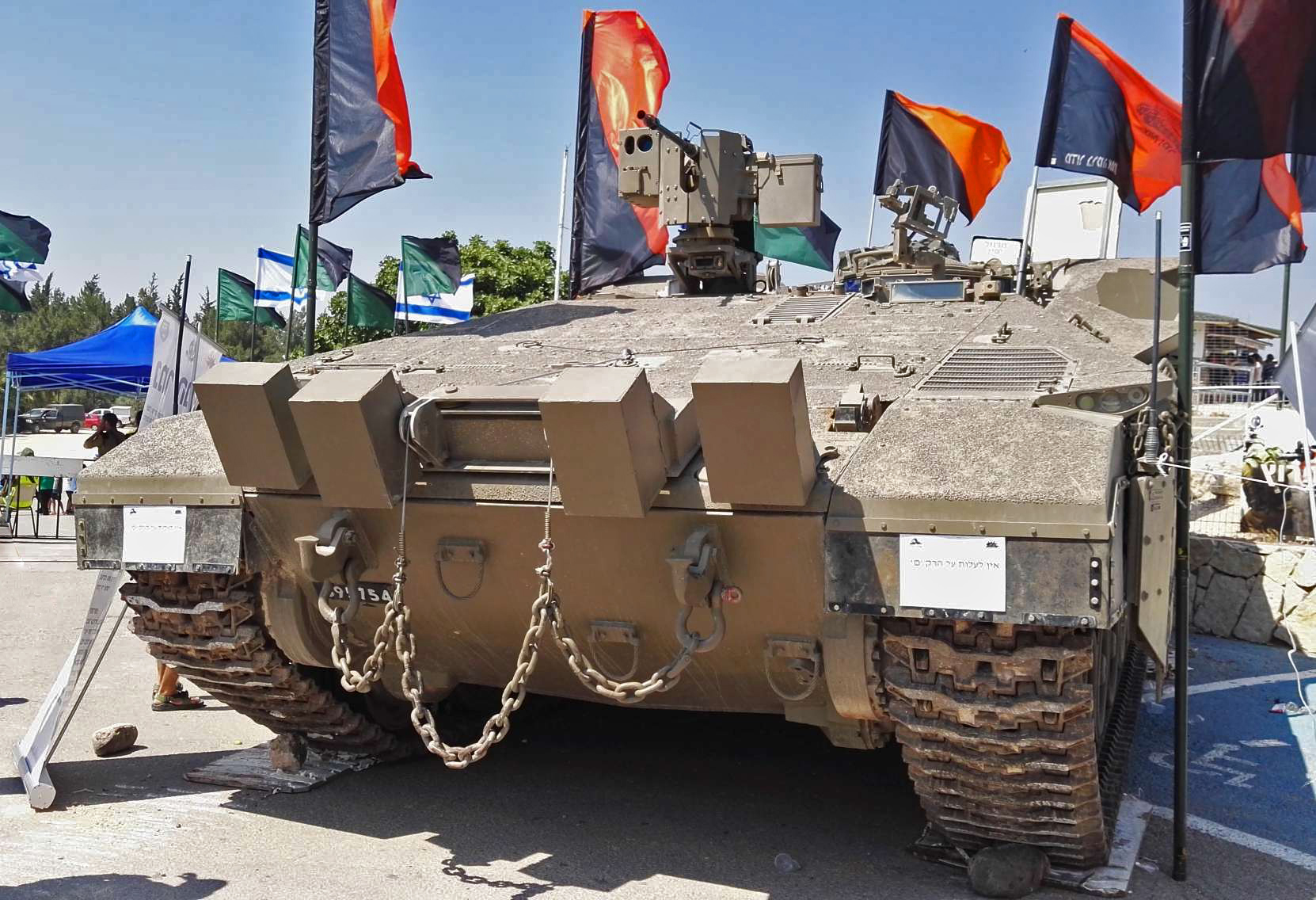
ナメルCEV (車体前部)。
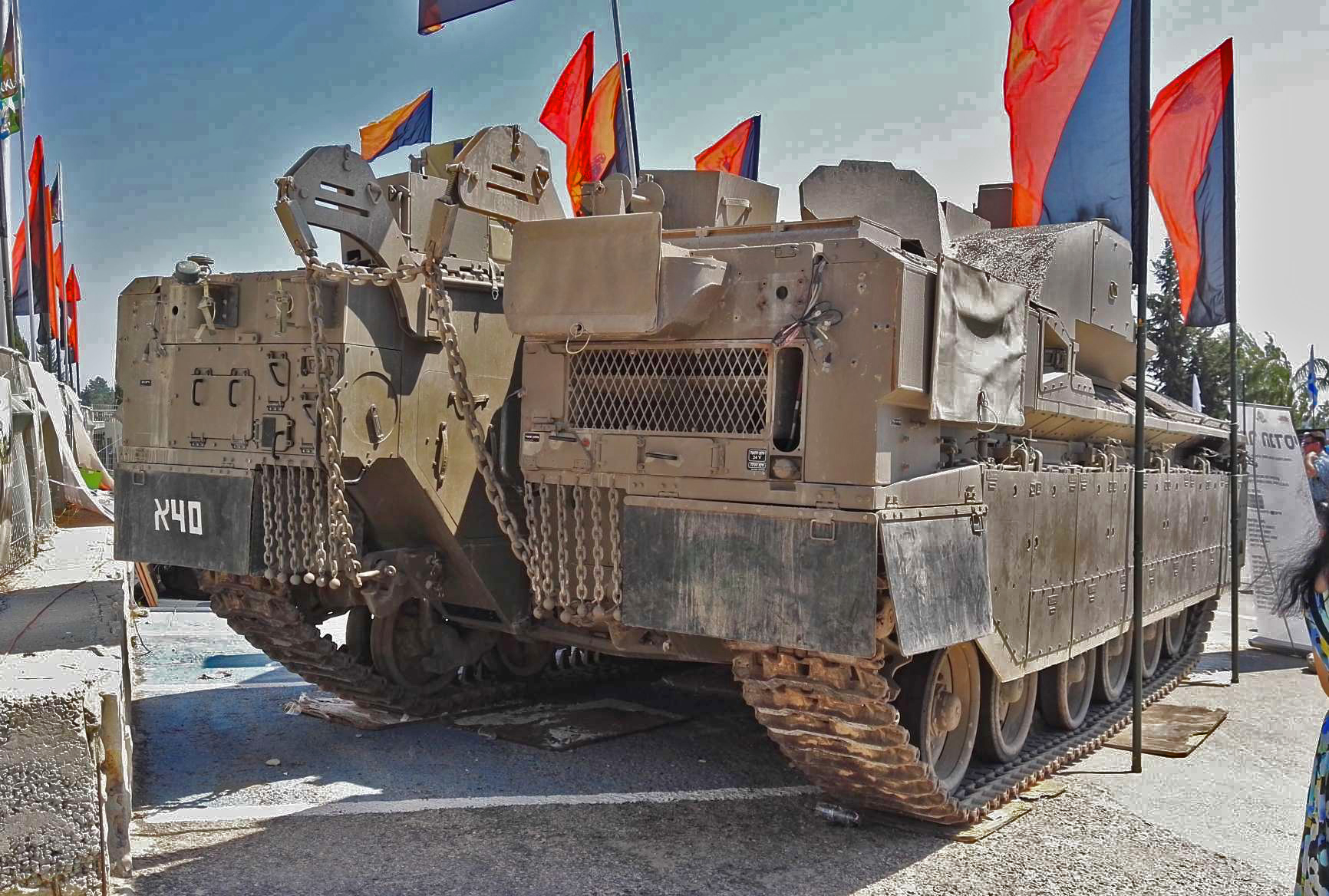
ナメルCEV (車体後部)。

### 歩兵戦闘車型
2017年7月31日、イスラエル国防省はナメルの歩兵戦闘車 (IFV) タイプの評価試験の写真および動画を公開した。公開されたナメルIFVには、30mm機関砲およびトロフィーAPSを搭載した無人砲塔が搭載されている。この無人砲塔は、同じくイスラエルで開発されている装輪式の装甲兵員輸送車であるエイタンにも搭載される計画があるとされている。

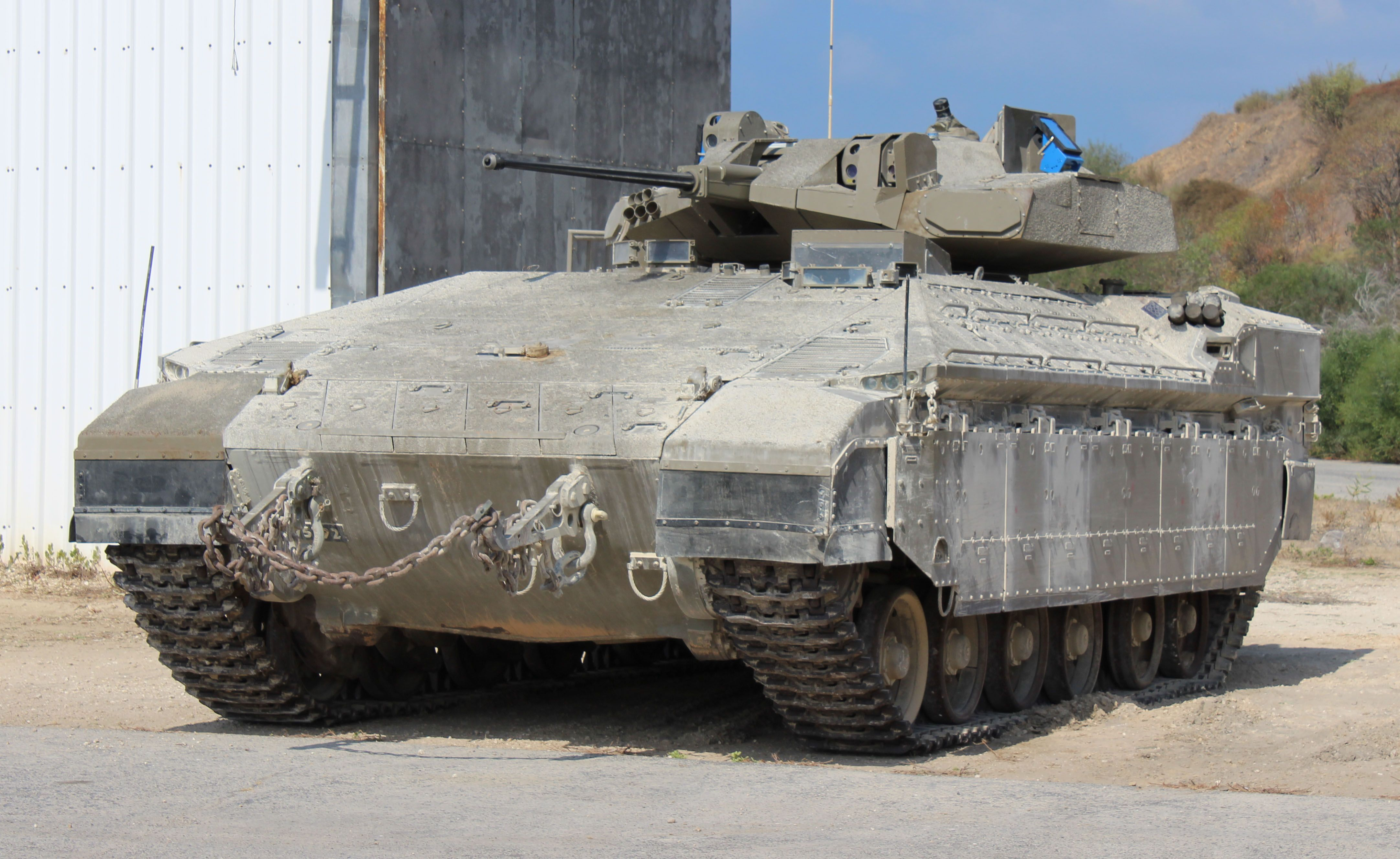
30mm機関砲搭載のナメルIFV

## 使用国
イスラエル
第1"ゴラニ"歩兵旅団は、ナメルを最初に取得した部隊である。イスラエル国防軍によれば、ナメルIFVは歩兵と戦闘工兵部隊に割り当てられ、将来あり得る計画では、情報収集と偵察のための特別なモデルが存在する。2両のナメルがゴラニ旅団の兵力の一部としてガザ紛争に参加した。

## 輸出計画

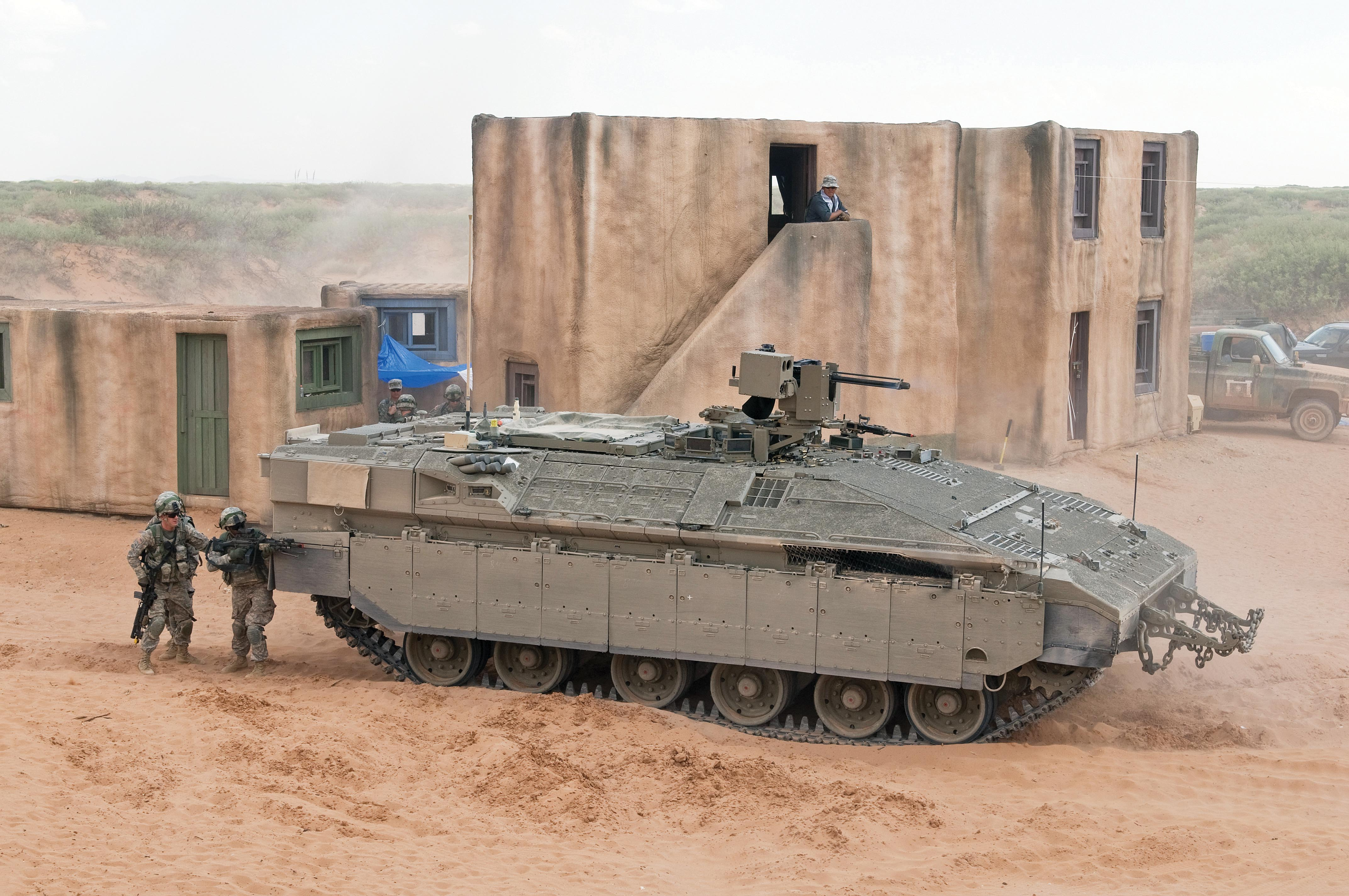
アメリカで運用評価を受けたナメル

アゼルバイジャン
アゼルバイジャンとイスラエルは、ナメルについて交渉を行っている。
 コロンビア
イスラエルは、コロンビアにナメルの導入について申し出ている。
 アメリカ合衆国
2012年、アメリカ陸軍は現用戦闘車両のうち、開発に関わらない車輌の運用評価を行っていた。これは、地上戦闘車輌計画用としてIFVを新規購入するにあたり、必要条件に対する性能を見極めるものだった。妥当と認められた車輌のうちの一種はナメルだった。
2013年4月2日、議会予算局は報告書を提出した。ここでは地上戦闘車輌計画用として車輌を新規開発する代わりに、現用車輌の購入を提言していた。ナメルの導入費用は90億ドル以下と推測され、また、兵員9名を乗せて運ぶ仕様に適合していた。
アメリカ陸軍の言及によれば、2012年におけるナメルまた他の車輌の評価は、地上戦闘車輌の仕様のいくつかに適合したものの、現用の野戦車輌は大幅な再設計の必要無しに要求に適合しないと回答した。

## 登場作品

### ゲーム
『Project Reality（BF2）』
イスラエル国防軍の歩兵戦闘車（IFV）として登場する。
装備はMSS暗視装置、Samson RCWS、Trophy スモークランチャーと少量の歩兵用弾薬補給箱。